# Heleen Mees
Heleen Mees (nacida Heleen Nijkamp, 1968) es una escritora de opinión, economista y abogada holandesa. Ha estado involucrada en la política y las políticas públicas en los Países Bajos y en Estados Unidos, y ha impartido clases en universidades de ambos países.

## Biografía
Mees se licenció en Economía y Derecho en la Universidad de Groningen. De 1992 a 1998, trabajó para el Tesoro holandés en The Hague, durante dos años como portavoz del antiguo Secretario de Estado Willem Vermeend. A continuación, trabajó para la Comisión Europea en Bruselas de 1998 a 2000. En 2000 emigró a Estados Unidos, donde cambió su apellido de Nijkamp a Mees.
En Nueva York, Mees fue contratada inicialmente como consultora de asuntos europeos para Ernst & Young. Al no renovarse su contrato, Mees se quedó en Nueva York y trabajó como consultora independiente en asuntos europeos. Mees también empezó a escribir artículos de opinión para varios periódicos holandeses.
La irrupción de Mees como escritora de opinión (se la considera una feminista de la tercera ola) en los Países Bajos se produjo en 2006, cuando escribió "Hace tiempo que debería haber llegado el momento de que las mujeres se pongan a trabajar", su primer artículo de opinión feminista en el NRC Handelsblad. Ese mismo año, cofundó Women on Top, una organización que hasta 2011 abogó por la presencia de más mujeres en los altos cargos. Como firme defensora de la ambición femenina y promotora de un mayor número de mujeres en los consejos de supervisión y ejecutivos de las grandes empresas, Mees ha sido descrita como una "feminista del poder".

De 2006 a 2010 escribió una columna quincenal en NRC Handelsblad, y de 2012 a 2013 una columna semanal para Het Financieele Dagblad. Ha escrito para publicaciones como Foreign Policy y para Project Syndicate. En septiembre de 2015 fue columnista invitada para de Volkskrant, y en 2016 comenzó una columna quincenal para ese mismo periódico.
Fue vicepresidenta de la sección del Partido Laborista Holandés (PvdA) en Nueva York. De 2005 a 2008 trabajó como voluntaria-recogedora de fondos para la campaña presidencial de Hillary Clinton. En julio de 2013, Mees fue detenida en Nueva York acusada de acosar a su antiguo amante, el economista jefe de Citigroup, Willem Buiter. En marzo de 2014, el tribunal decidió que el caso contra Mees se desestimara en un año siempre que ella cumpliera dos condiciones. Ese mismo año, en septiembre de 2014, Mees respondió presentando una demanda por daños y perjuicios contra Buiter. En noviembre de 2016, Mees perdió simultáneamente ambas demandas en Ámsterdam y Nueva York.

En agosto de 2012, Mees finalizó una tesis doctoral en la Erasmus School of Economics, en la que sostenía que la causa principal de la crisis financiera mundial de 2008 fue la floreciente economía de China y el consiguiente ahorro e inversión gubernamental de los chinos. Mientras completaba su investigación, trabajó como profesora adjunta en la Universidad de Tilburg. Desde septiembre de 2012 hasta julio de 2013, Mees trabajó como profesora adjunta de Administración Pública en la Escuela de Postgrado de Servicios Públicos Robert F. Wagner de la Universidad de Nueva York.
- Datos: Q520269
- Multimedia: Heleen Mees / Q520269